# Andronico Contostefano
Andronico Contostefano (in greco medievale: Ἀνδρόνικος Κοντοστέφανος; post 1125 – post 1182) è stato un generale, ammiraglio e politico bizantino, grande figura dell'impero, capo dell'aristocrazia bizantina.

## Famiglia
Andronico Contostefano era il figlio più giovane di Stefano Contostefano, che aveva il titolo panhypersebastos e il grado di mega dux, e della porfirogenita Anna Comnena, figlia dell'imperatore bizantino Giovanni II Comneno (1118-1143) e di Piroska d'Ungheria, e quindi era il nipote del basileus Manuele I Comneno (1143-1180). Andronico aveva due fratelli, Giovanni ed Alessio, e una sorella, Irene. La famiglia dei Contostefani, era una vecchia famiglia bizantina, furono il fulcro della politica bizantina e del potere, attraverso la loro rete di matrimoni, per generazioni, con la casa imperiale dei Comneni. Andronico stesso, si pensa che abbia sposato una Ducas, con altre connessioni imperiali. Comunque Andronico, dal suo matrimonio ebbe quattro figli.

## Carriera militare

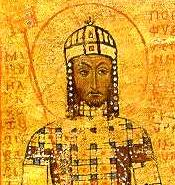
L'imperatore bizantino Manuele I Comneno, zio di Andronico Contostefano.

Andronico Contostefano, fu il capo delle forze armate bizantine, durante il regno di suo zio l'imperatore Manuele I Comneno. Come suo padre fu nominato mega dux, il comandante in capo della marina bizantina. Tuttavia, ebbe più successo come generale dell'esercito terrestre, piuttosto che come ammiraglio. Ad un certo punto, Andronico fu anche nominato comandante della guardia variaga.
La prima menzione di Andronico in un alto comando fu nel 1145 quando gli fu dato affidato, insieme al fratello Giovanni e a un generale di nome Prosuch, una forza di difesa spedita in Cilicia che era depredata da Raimondo d'Antiochia. Visto che i suoi genitori sì sposarono nel 1125, Andronico doveva avere meno di venti anni a quel tempo.
Il padre di Andronico fu ucciso durante l'assedio di Corfù nel 1149, mentre comandava le forze bizantine, nel tentativo di espellere i normanni del regno di Sicilia, dall'impero. Andronico che era presente all'assedio e quindi alla morte di suo padre, assunse il comando dell'esercito bizantino, ma non riuscì a sconfiggere i normanni, fino a quando non arrivò in aiuto l'imperatore con altri soldati.
Nel 1165, gli ungheresi avevano sconfitto i bizantini sulla frontiera del Danubio, più tardi nel corso dello stesso anno, i bizantini per ritorsione devastarono gli eserciti orientali ungheresi. Nel 1167, Manuele, raccolse un esercito di grandi dimensioni con l'intenzione di porre fine alla minaccia ungherese, perché essi aspiravano a strappare i Balcani all'impero. Ma a causa di una malattia, Manuele non poté prendere di persona il comando dell'esercito, e per questo affidò l'esercito al comando di Andronico. L'esercito bizantino incontrò gli ungheresi in una battaglia l'8 luglio, vicino alla città fortificata di Zemun. Andronico stabilì le disposizioni dell'esercito e lo disciplinò, diede una svolta decisiva nella battaglia di Sirmio, che si concluse con la vittoria bizantina. Gli ungheresi per avere la pace, dovettero riconoscere domini dell'impero le regioni di Sirmio, Bosnia e Dalmazia. Dopo la vittoria, Manuele lo onorò con una entrata trionfale a Costantinopoli, in cui Andronico entrò a cavallo, dentro la capitale, onorato come vittorioso, accatto all'imperatore.
Nel 1169, Andronico fu nominato comandante di una flotta di 230 navi che trasportano un esercito bizantino per invadere l'Egitto, insieme agli alleati crociati, gli uomini del re di Gerusalemme Amalrico I, in quella che doveva essere l'ultima di una serie di invasioni crociate in Egitto. I due eserciti si dovevano trovare a Damietta, sul delta del Nilo, che nel frattempo si trovava sotto assedio da parte dei bizantini. I bizantini proseguirono l'assedio con successo, ma la conquista della città fu rubata da Amalrico, che aveva negoziato la consegna di Damietta da parte degli arabi ai crociati. Andronico, disgustato per il tradimento di Amalrico, evacuò l'Egitto con l'esercito bizantino, lasciando i crociati a loro stessi. Tornò a Costantinopoli, per via terra, insieme al suo esercito e attraverso lo stato crociato, passando per la Palestina e la Siria. La metà della flotta bizantina, fu persa in una serie di tempeste sulla strada del ritorno a Costantinopoli.

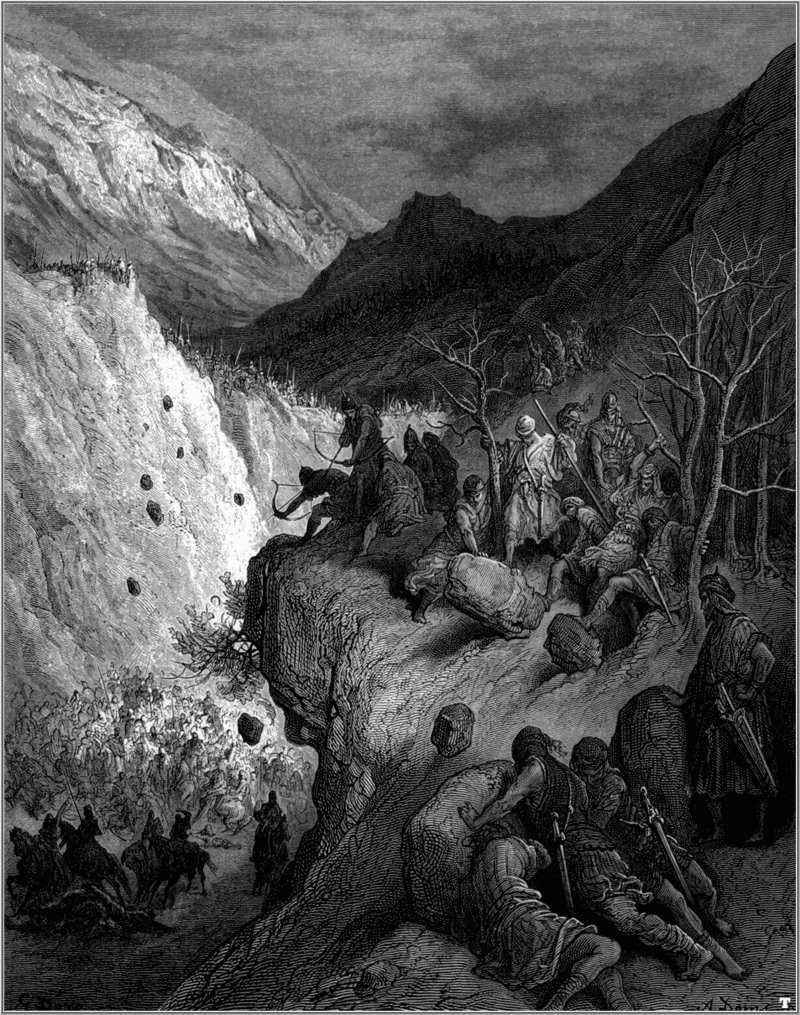
Immagine di Gustave Doré, che rappresenta l'imboscata dei turchi, tesa contro i bizantini, nella battaglia di Miriocefalo.

Nel 1171, Manuele imprigionò tutti i veneziani nell'impero, i catturati furono 20000 e confiscò tutti i loro beni, ciò fu fatto perché si diceva che i veneziani abbiano incendiato il quartiere genovese del Galata. Ad Andronico fu affidata una flotta di 150 navi, spedite per cacciare via la flotta veneziana dalle acque territoriali bizantine, la spedizione ebbe successo.
Nel 1176, Manuele attaccò il sultanato d'Iconio, con l'intenzione di conquistare la sua capitale, Iconio, e di distruggere così il potere turco in Asia Minore. Il sultano selgiuchide, Qilij Arslan II, vedendo l'esercito bizantino di dimensioni impressionanti, decise di tendere loro una trappola sul passo di Tivritze, un posto in montagna, nel confine tra i due stati. Nella conseguente battaglia di Miriocefalo, l'esercito bizantino aveva generali molto giovani, ma tuttavia, Andronico riuscì a ottenere una divisione, con l'ordine di fare da retroguardia, infatti fu l'unico a riuscire ad attraversare il passo con poche vittime. Fu merito suo, di aver convinto Manuele, la cui fiducia era stata gravemente scossa, di resistere con le sue truppe, senza ordinare una ritirata, che sicuramente sarebbe stata scomposta e avrebbe peggiorato solamente la sconfitta. Attraverso la sua influenza sull'imperatore, egli fu determinante nel facilitare il ritiro pacifico delle forze bizantine, dal territorio selgiuchide.
Nel 1177, Andronico comandò una flotta di 150 navi in un nuovo tentativo di conquistare l'Egitto, ma tornò a Costantinopoli dopo poco essere sbarcato ad Acre. Egli dovette desistere nel continuare la spedizione in Egitto, visto il rifiuto del conte Filippo di Fiandra, e di molti altri importanti nobili del regno di Gerusalemme, a cooperare attivamente con i bizantini contro gli arabi.

## Intrighi politici e un infelice destino

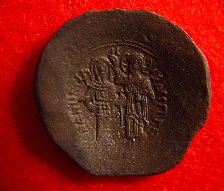
Scifato di Andronico I Comneno.

Manuele morì il 24 settembre 1180, gli successe al trono il figlio undicenne, Alessio II Comneno (1180-1183), cugino di Andronico. Visto che Alessio era ancora troppo giovane per governare, fu data la reggenza del trono all'imperatrice madre, Maria Xene. La sua reggenza sì dimostrò molto impopolare, in particolare dal punto di vista dell'aristocrazia, che risentiva le origini latine (occidentali) dell'imperatrice madre. Nel 1182 scoppiò la rivolta contro la reggente, questa rivolta era campeggiata da Andronico I Comneno (1182-1185), cugino di Manuele, Andronico, insieme al comandante dell'esercito, Andronico Angelo, svolse un ruolo fondamentale nel permettere alle forze ribelli di entrare a Costantinopoli. Tuttavia, una volta diventato reggente, Andronico I dimostrò che egli aveva un carattere tirannico ed aveva un veemente desiderio di rompere il potere e l'influenza delle famiglie aristocratiche bizantine. Gli stessi Andronico Contostefano e Andronico Angelo, che l'avevano messo al potere, reagirono tentando di rovesciare la reggenza di Andronico I. L'attentato fu però scoperto e Andronico Contostefano fu catturato, mentre Andronico Angelo riuscì a scappare. Andronico Contostefano e i suoi quattro figli furono puniti con l'accecamento, per questo attentato.

## Eredità
Per le sue imprese, Andronico Contostefano è una delle poche figure eroiche fornite nell'opera dello storico bizantino Niceta Coniata.